# Komacu
Komacu (japonsky 小松市) je město v prefektuře Išikawa na ostrově Honšú v Japonsku. K roku 2017 mělo bezmála 107 tisíc obyvatel.
Podle města je pojmenována strojírenská společnost Komatsu, která zde byla založena.

## Poloha a doprava
Komacu leží na pobřeží Japonského moře jihozápadně od Kanazawy, hlavního města prefektury, s kterou tvoří souvislou aglomeraci.
Přes Komacu vede 366 kilometrů dlouhá trať Hokuriku. U Komacu leží mezinárodní letiště Komacu, které kromě Komacu slouží především také Kanazawě, hlavnímu městu celé prefektury Išikawa, a Fukui, hlavnímu městu jižně ležící prefektury Fukui, a je největším letiště celé oblasti Hokuriku.